# 红翠雀花
红翠雀花（学名：Delphinium nudicaule）是毛茛科翠雀属多年生草本植物，原产美国俄勒冈西南部以及加利福尼亚，生于海拔2600米以下的湿润岩屑坡和林间岩石坡。与靠熊蜂授粉的大多数翠雀属植物不同，红翠雀花主要由蜂鸟授粉。

## 用途

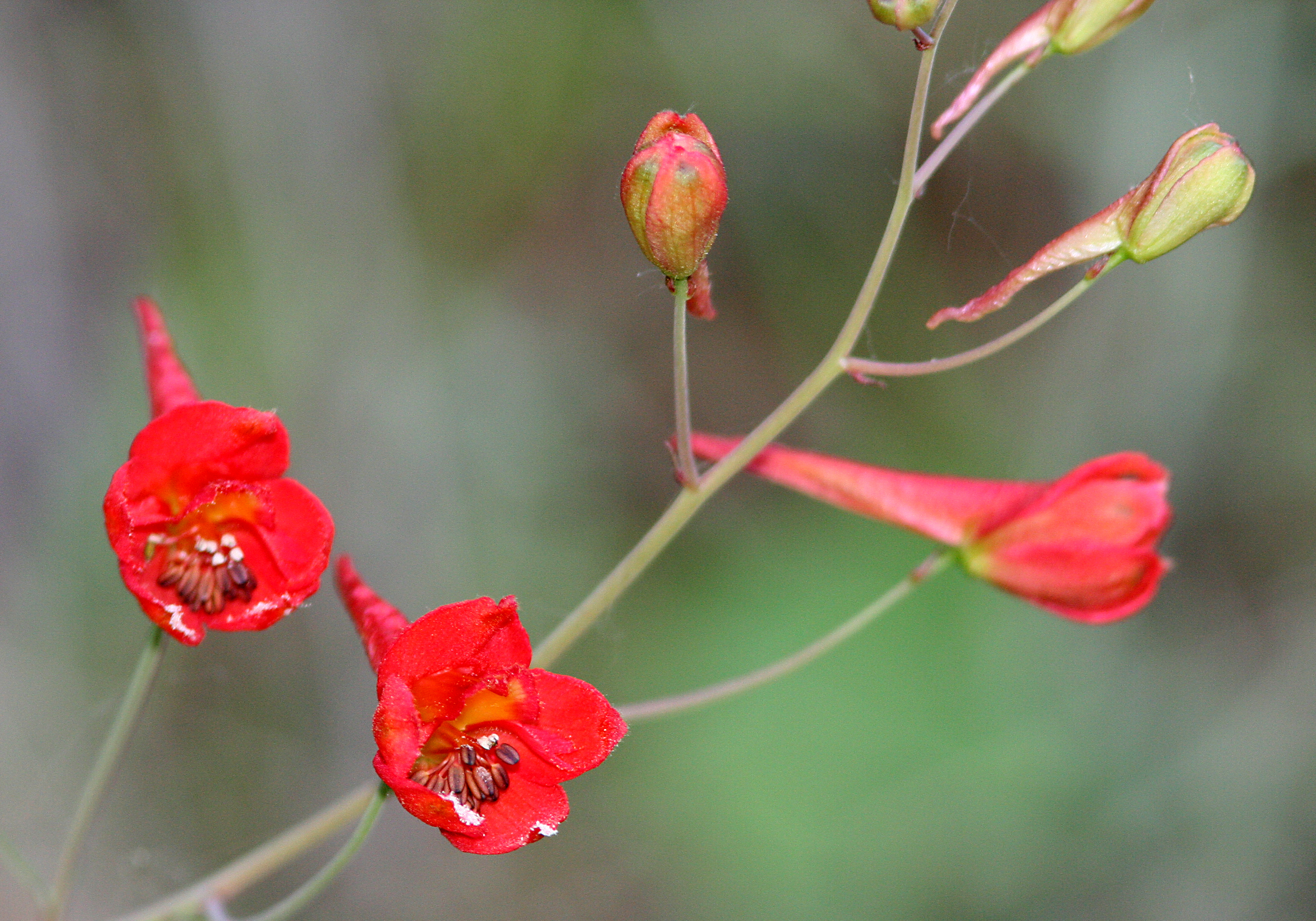

### 观赏
红翠雀花的花是翠雀属少有的红色，因此作为观赏植物种植，目前已有栽培品种‘狐狸’（'Fox'）和‘劳林’（'Laurin'）。‘粉色轰动’翠雀花（Delphinium 'Pink Sensation'）是红翠雀花与高花翠雀的杂交后代。

### 药用
门多西诺印第安人曾用红翠雀花做麻药，在赌博时让对手意识模糊。